# Early Bloomer
Early Bloomer é um curta feito por animação digital de 2003 por Sony Pictures Animation. Ele foi escrito por Guy T. Wiedmann e dirigido por Kevin Johnson. Foi o segundo filme do estúdio, logo depois The Chubbchubbs!.

## Enredo
O filme de 3 minutos segue um girino que cresce pernas antes dos outros e é provocado por isso, até que os outros inesperadamente crescam pernas também.

## Lançamento
Early Bloomer foi lançado nos cinemas em 09 maio de 2003, juntamente com Daddy Day Care. Em 2 de dezembro de 2003, o curta foi também lançado como característica especial na Creche papai DVD. O curta também está disponível no iTunes.